# Juan Bautista Lapiedra
Juan Bautista Lapiedra Cañizar (Santiago, 19 de septiembre de 1896 – 11 de septiembre de 1965) fue un futbolista y entrenador chileno. Jugaba de guardameta.

## Primeros años
Juan Bautista Lapiedra nació en la ciudad de Santiago, Chile. Fue hijo del agricultor Juan Bautista Lapiedra e Isabel Cañizar, una pareja de españoles residentes en Chile.

## Carrera como futbolista
Como futbolista, Lapiedra se desempeñó como guardameta titular del Club Ibérico Balompié y de la Unión Deportiva Española, entre los años 1918 y 1929. Con estos clubes lograría conquistar 3 títulos de Copa Chile.

## Carrera como entrenador
Lapiedra, junto al también exfutbolista Gerardo Mediavilla, fueron los primeros entrenadores de la Unión Deportiva Española en su debut en el profesionalismo, durante el I Campeonato de la División de Honor de la Liga Profesional de Football de Santiago de 1933.

## Palmarés

### Campeonatos nacionales
| Título                                 | Club                     | País  | Año  |
| -------------------------------------- | ------------------------ | ----- | ---- |
| Copa Chile                             | Club Ibérico Balompié    | Chile | 1920 |
| Copa Chile                             | Unión Deportiva Española | Chile | 1924 |
| Copa Chile                             | Unión Deportiva Española | Chile | 1925 |
| Serie A de la Liga Central de Football | Unión Deportiva Española | Chile | 1928 |